# Алтарь Победы (документальный цикл)
«Алтарь Победы» — российский цикл документальных передач, посвящённый 65-летию Победы над нацистской Германией в Великой Отечественной войне. Первый фильм серии был показан 5 сентября 2009 года на НТВ.

## Список серий
| № п/п | Название серии             | Дата выхода |
| ----- | -------------------------- | ----------- |
| 1     | Государственная граница    | 05.09.2009  |
| 2     | Блокада                    | 12.09.2009  |
| 3     | Реквием погибшему каравану | 19.09.2009  |
| 4     | Генералиссимус             | 26.09.2009  |
| 5     | Нормандия-Неман            | 03.10.2009  |
| 6     | Оборона Одессы             | 17.10.2009  |
| 7     | В бой идут одни асы        | 24.10.2009  |
| 8     | Горячий снег Сталинграда   | 31.10.2009  |
| 9     | Жди меня                   | 07.11.2009  |
| 10    | Битва за умы               | 14.11.2009  |
| 11    | Катюша                     | 22.11.2009  |
| 12    | Тихие зори                 | 29.11.2009  |
| 13    | Секретный фарватер         | 06.12.2009  |
| 14    | Торпедоносцы               | 13.12.2009  |
| 15    | Партизаны                  | 24.12.2009  |
| 16    | Севастополь                | 17.01.2010  |
| 17    | СМЕРШ                      | 31.01.2010  |
| 18    | Оружие победителей         | 07.02.2010  |
| 19    | Помнить себя               | 14.02.2010  |
| 20    | Штрафбат                   | 21.02.2010  |
| 21    | Каратели                   | 28.02.2010  |
| 22    | Таран                      | 07.03.2010  |
| 23    | Шарага                     | 14.03.2010  |
| 24    | Щит и меч страны           | 21.03.2010  |
| 25    | Сыновья полка              | 28.03.2010  |
| 26    | Передел Европы             | 19.04.2010  |
| 27    | Встреча на Эльбе           | 25.04.2010  |
| 28    | Битва за Берлин            | 02.05.2010  |
| 29    | Суд истории                | 10.05.2010  |
| 30    | Битва за Маньчжурию        | 30.05.2010  |
| 31    | Парад победителей          | 24.06.2010  |

## Ветераны войны
В основе каждого фильма воспоминания ветеранов Великой Отечественной войны. Исходным материалом для съёмок послужили несколько сотен интервью с непосредственными участниками боевых действий и тружениками тыла. Вот имена некоторых из них:
- Василий Бурмака — лётчик-штурмовик, Герой Советского Союза
- Иван Клименко — пехотинец, лётчик, генерал в отставке, Полный кавалер Ордена Славы
- Валентин Дремлюг — моряк, почётный полярник
- Василий Минаков — лётчик-торпедоносец, Герой Советского Союза
- Александр Пресняков — лётчик-торпедоносец, генерал-майор авиации, Герой Советского Союза
- Ролан де ла Пуап — лётчик-истребитель полка «Нормандия-Неман», Герой Советского Союза
- Пётр Рассадкин — полковник авиации, Герой Советского Союза
- Анатолий Шмаков — лётчик-штурмовик, Герой Советского союза

- Юрий Александров — житель блокадного Ленинграда
- Эмиль Альперин — танкист, узник Бухенвальда
- Михаил Балдук — военный водитель
- Михаил Бочкарёв — моряк, контр-адмирал в отставке
- Пётр Гордин — участник парада 7 ноября 1941 года и Парада Победы 1945 года
- Николай Горшков — танкист
- Николай Дементьев — морской пехотинец, партизан
- Андрей Дмитриенко — кавалерист, генерал в отставке
- Василий Казачёк — танкист, генерал-майор в отставке
- Александр Капралов — авиационный техник полка «Нормандия-Неман», кавалер ордена Почётного Легиона
- Николай Корниенко — пограничник, диверсант
- Анатолий Король — лётчик-истребитель
- Валентина Лучинкина-Пислярук — санинструктор, участница обороны Одессы и Севастополя
- Иван Мещанин — врач медико-санитарного батальона 48-й стрелковой Ропшинской Краснознаменной имени М. И. Калинина дивизии, полковник медицинской службы в отставке
- Раиса Молощенко — стрелок-радист бомбардировщика Пе-2
- Иван Молчанов — лётчик истребитель полка «Нормандия-Неман», кавалер ордена Почётного легиона
- Николай Осеев — моряк, контр-адмирал в отставке
- Павел Мороз — танкист
- Людмила Пермякова — партизанка, разведчица
- Александр Погребной — моряк, контр-адмирал в отставке
- Василий Рагулин — пехотинец
- Михаил Радченко — партизан, защитник Аджимушкайских каменоломен
- Виталий Романенко — танкист, полковник в отставке
- Яков Савченко — партизан
- Александр Седой — артиллерист
- Виктор Смирнов — юнга, житель блокадного Ленинграда
- Виктор Смирнов — житель блокадного Ленинграда
- Пётр Станкевич — моряк, капитан-лейтенант в отставке
- Борис Стрельников — житель блокадного Ленинграда
- Григорий Трибрат — партизан, защитник Баштанских каменоломен
- Юрий Федорин — механик полка «Нормандия-Неман», кавалер ордена Почётного легиона
- Николай Царёв — артиллерист, полковник в отставке, участник парада 7 ноября 1941 года
- Анатолий Шелудько — артиллерист, участник Парада Победы 1945 года
- Валентина Штыканова — жительница блокадного Ленинграда
- Анатолий Гордеев — лётчик-истребитель, генерал-майор авиации
- Александр Милицин — лётчик-штурмовик, полковник в отставке
- Денисенко, Владимир Гуреевич — морской лётчик, полковник в отставке
- Николай Молощенко — морской лётчик, полковник в отставке
- Иван Карпенко — штурман бомбардировщика У-2
- Николай Титов — артиллерист
- Карл Борисенко — пехотинец
- Алексей Попов — пехотинец
- Михаил Кривошей — командир взвода разведки, журналист
- Роман Агриков — артиллерист, генерал в отставке, писатель
- Василий Попов — полковник в отставке, участник Парада Победы

## Историки, эксперты, деятели искусства
Кроме ветеранов войны события, показанные в фильмах, комментируют историки, военные эксперты, деятели искусств:
- Александр Бурдонский — режиссёр, народный артист России
- Владимир Гусев — советский актёр, Заслуженный артист РСФСР
- Игорь Кваша — актёр, народный артист России
- Александр Котт — режиссёр, сценарист
- Евгений Леонов-Гладышев — народный артист России
- Георгий Санников — ветеран Службы внешней разведки, член Союза писателей России.
- Евгения Симонова — народная артистка России
- Юрий Соломин — народный артист СССР
- Борис Токарев — актёр театра и кино, кинорежиссёр. Заслуженный артист РСФСР
- Всеволод Шиловский — кинорежиссёр, народный артист России
- Николай Аничкин — ведущий редактор издательства «Яуза»
- Владимир Афанасьев — писатель, старший научный сотрудник Центрального Музея Вооружённых Сил РФ
- Михаил Барятинский — журналист, историк
- Михаил Горинов — кандидат исторических наук
- Вечеслав Кондратьев — историк
- Александр Плеханов — доктор исторических наук, профессор академии ФСБ России
- Анатолий Пономарёв — историк, писатель
- Николай Тепцов — кандидат экономических наук
- Анатолий Фетисов — лётчик-истребитель, гвардии полковник в отставке
- Дмитрий Хазанов — писатель, историк авиации

## Специальные выпуски
Премьера состоялась на НТВ осенью 2009 года, цикл открылся 5 сентября в 16.25 фильмом «Государственная граница», заключительная 31-серия «Парад победителей» была показана 24 июня 2010 года — в день 65-летия Парада Победы.
В 2016 году цикл документальных фильмов был показан на НТВ в ночном эфире 7 и 8 мая.
В серии «Пограничники» фильма впервые лётчик А. Король озвучил новую версию первого тарана Дмитрия Кокорева, совершившего первый в истории войны таран 22 июня 1941 года (в 4.15 утра).
Режиссёр Вячеслав Серкез на съемках фильма познакомился с фронтовиком Александром Григорьевичем Лубенцовым, ставшим потом главным участником его документального фильма «Красные камни Тавриды» о партизанском движении в Крыму, вышедшем на экран в 2016 году.

## Критика
- В серии «Штрафбат» есть телеинтервью с фронтовиком с декабря 1943-го, историком и писателем, бывшим командиром взвода и роты 8 отдельного штрафного батальона Белорусского, затем 1-го Белорусского фронта, Александром Пыльцыным, который был возмущён узнав, что в той же серии будет интервью с актёром Алексеем Серебряковым, исполнителем роли комбата-«штрафника» в популярном сериале «Штрафбат», по его мнению «насквозь лживом»: «Можно предположить, какие заключения сделают „энтэвэшники“, если за основу возьмут снова „киношедевр“ Володарского, а не реальную действительность. А мы, ещё оставшиеся живые свидетели и участники того времени, снова окажемся лишь „исключением из правил“ нынешних идеологов, выхолащивающих истинную правду из непростой истории Великой Отечественной войны»[5].
- Также Александр Пыльцын крайне негативно высказался о серии «Генералиссимус»[6]: «Едва ли фронтовики могли простить канал НТВ за передачу «Генералиссимус»», в которой его возмущение вызвал её итог-утверждение что «Победа была достигнута советским народом не благодаря, а вопреки Сталину». При этом Пыльцын отметил, что «судьёй» Сталина в этой передаче стал «известный сталинофоб, киноактёр Кваша, в жизни и понятия не имеющий о значении в войне даже сержантов, не то что командующих»[7]. При этом Александр Пыльцын утверждал, что при высказывании им возмущения одному из создателей фильма (имя которого Пыльцын не назвал по этическим соображениям), тот ответил, что у них была «установка не обелять Сталина»[6], на что поэт и собкор «Литературной газеты» Владимир Шемученко заметил «Люди просто выполняли задание, кушать-то хочется…»[7]
- Той же серии «Генералиссимус» писатель Олег Козинкин дал краткую оценку: «ахинея»[8].